# Редкодубское сельское поселение
Редкодубское се́льское поселе́ние — муниципальное образование в Ардатовском районе Мордовии Российской Федерации.
Административный центр — село Редкодубье.

## История
Статус и границы сельского поселения установлены Законом Республики Мордовия от 28 декабря 2004 года № 115-З «Об установлении границ муниципальных образований Ардатовского муниципального района, Ардатовского муниципального района и наделении их статусом сельского поселения, городского поселения и муниципального района».
В 2019 году в Редкодубское сельское поселение были включены все населённые пункты двух упразднённых сельских поселений:Лесозаводского и Турдаковского .

## Население
| 2002  | 2010  | 2012  | 2013  | 2014  | 2015  | 2016  |
| ----- | ----- | ----- | ----- | ----- | ----- | ----- |
| 1600  | ↘1579 | ↘1529 | ↘1500 | ↘1462 | ↘1461 | ↘1450 |
| 2017  | 2018  | 2019  | 2020  | 2021  |       |       |
| ↘1438 | ↘1407 | ↘1349 | ↗1965 | ↗2057 |       |       |

## Состав сельского поселения
| №  | Населённый пункт     | Тип населённого пункта | Население |
| -- | -------------------- | ---------------------- | --------- |
| 1  | Большие Поляны       | село                   | ↘214      |
| 2  | Редкодубье           | село                   | ↗1365     |
| 3  | Федоровка            | посёлок                | ↘0        |
| 4  | Калиновка-Мордовская | посёлок                | ↘4        |
| 5  | Лесозавод            | посёлок                | ↘268      |
| 6  | Михайловка           | село                   | ↘1        |
| 7  | Мокровка             | посёлок                | ↗1        |
| 8  | Сосновое             | село                   | ↘61       |
| 9  | Суподеевка           | деревня                | ↘20       |
| 10 | Смольково            | село                   | ↘149      |
| 11 | Турдаково            | село                   | ↗318      |